# Halogenação
Halogenação é uma reação química onde um átomo de hidrogênio é substituído por um átomo de halogênio; pode também ser definida como uma reação química que incorpora um átomo de halogênio em uma molécula. Uma descrição mais específica pode ser feita de acordo com o halogênio substituído: fluoração, para o flúor; cloração, para o cloro; bromação, para o bromo e iodação, para o iodo.
Numa reação que siga a regra de Markovnikov, um halogênio como o bromo reage com um alceno, quebrando a dupla ligação (ligação π) presente e formando um alcano halogenado (um haloalcano).
Isto faz o hidrocarboneto mais reativo e o bromo, como se vê, é um grupo lábil em promover reações químicas tais como substituições nucleofílicas alifáticas e reações de eliminação.

## Exemplo
Um exemplo de halogenação pode ser encontrada na síntese orgânica do anestésico halotano a partir do tricloroetileno, que envolve uma bromação em alta temperatura no segundo passo do processo:
Outro exemplo muito simples de ser realizado é a preparação do brometo de n-butila feita a partir da bromação do álcool n-butílico. Neste experimento são utilizados o ácido bromídrico e ácido sulfúrico para a reação inicial com o álcool n-butílico. Esta reação é uma substituição nucleofílica bimolecular.
Para a purificação do produto final desejado faz-se diversas lavagens da fase orgânica na seguinte ordem: ácido clorídrico, água, bicarbonato de sódio e água. Em seguida faz-se a secagem e separação com sulfato de magnésio para só então ser feita uma filtração a vácuo a destilação do produto final.
Objetivo das lavagens:
- com ácido clorídrico: O ácido terá a função de reagir com qualquer excesso de ácido bromídico ou ácido sulfúrico para que estes estejam diluídos na solução (isso porque a parte orgânica nas lavagens é reservado a e parte líquida é descartada).
- com bicarbonato de sódio: Este sal terá a função de garantir que não reste vestígios de ácido clorídrico usado anteriormente (também estarão diluídos na fase líquida que será descartada).
-com água: A água tem a função de limpar a fase orgânica do produto utilizado anteriormente. No caso do ácido clorídrico é necessário uma outra lavagem com o bicarbonato de sódio pois pode não haver ocorrido reação total com o a lavagem da água.
Propriedades toxicológicas dos reagentes e produtos:
Deve ser observado que os reagentes utilizados em halogenações são normalmente agressivos a tecidos vivos, tanto por contato quanto pelos vapores. Assim, no caso acima, da bromação de álcool butílico, o ácido bromídrico é corrosivo, causando queimaduras e irritação da mucosa pelo vapor. O ácido sulfúrico e o ácido clorídrico são corrosivos. O álcool n-butílico, é irritante para a pele e olhos.
Os produtos, em muitos casos são tóxicos, como o brometo de n-butila, que é irritante para a pele ou para os olhos.

## Tipos de halogenação
Vários tipos principais de halogenação existem, incluindo:
- Halogenação radical ou halogenação de radical livre
- Halogenação de cetona
- Halogenação eletrofílica
- Reação de adição de halogênio

Da mesma forma, existem as remoções de halogênio, dealogenações, onde um átomo de halogênio é removido de uma molécula, como resultado de uma reação, como na descloração.